# Laura Thorpe
Laura Thorpe (24 mei 1987) is een voormalig tennisspeelster uit Frankrijk. Op zevenjarige leeftijd begon zij met tennis. Haar favoriete ondergrond is tapijt. Zij speelt rechtshandig, met een tweehandige backhand. Zij was actief in het proftennis van 2003 tot en met 2015.
In 2006 won zij haar eerste ITF-toernooi, in Le Touquet, Frankrijk. In totaal won zij twee ITF-titels in het enkelspel en zestien in het dubbelspel, de laatste in juni 2015 in Marseille.
Thorpe speelde van 2008 tot en met 2015 jaarlijks in het dubbelspeltoernooi van Wimbledon; eenmaal (in 2013) won zij daar haar openingspartij, samen met landgenote Séverine Beltrame. Later dat jaar stond zij in een WTA-finale, op het toernooi van Luxemburg, samen met de Duitse Kristina Barrois, na het uitschakelen van het vierde reekshoofd in de eerste ronde, en het eerste reekshoofd in de halve finale. Haar hoogste notering op de WTA-ranglijst is de 86e plaats in het dubbelspel, die zij bereikte in april 2014.

## Posities op deWTA-ranglijst
Positie per einde seizoen:
| jaartal | ranking enkelspel | ranking dubbelspel |
| ------- | ----------------- | ------------------ |
| 2005    | 930               | –                  |
| 2006    | 323               | 455                |
| 2007    | 859               | –                  |
| 2008    | 401               | 322                |
| 2009    | 366               | 223                |
| 2010    | 163               | 165                |
| 2011    | 250               | 220                |
| 2012    | 319               | 123                |
| 2013    | 267               | 92                 |
| 2014    | 597               | 114                |
| 2015    | –                 | 202                |

## Prestatietabel grandslamtoernooien
| Legenda | Legenda                          |
| ------- | -------------------------------- |
| g.t.    | geen toernooi gehouden           |
| l.c.    | lagere categorie                 |
| –       | niet deelgenomen                 |
| G       | uitgeschakeld in de groepsfase   |
| 1R      | uitgeschakeld in de eerste ronde |
| 2R      | uitgeschakeld in de tweede ronde |
| 3R      | uitgeschakeld in de derde ronde  |
| 4R      | uitgeschakeld in de vierde ronde |
| KF      | uitgeschakeld in de kwartfinale  |
| HF      | uitgeschakeld in de halve finale |
| F       | de finale verloren               |
| W       | het toernooi gewonnen            |
| w-v     | winst/verlies-balans             |

### Vrouwendubbelspel
| Toernooi        | 2008 | 2009 | 2010 | 2011 | 2012 | 2013 | 2014 | 2015 |
| --------------- | ---- | ---- | ---- | ---- | ---- | ---- | ---- | ---- |
| Australian Open | –    | –    | –    | –    | –    | –    | –    | –    |
| Roland Garros   | 1R   | 1R   | 1R   | 1R   | 1R   | 2R   | 1R   | 1R   |
| Wimbledon       | –    | –    | –    | –    | –    | –    | 1R   | –    |
| US Open         | –    | –    | –    | –    | –    | –    | –    | –    |

## Palmares
| Legenda                 |
| ----------------------- |
| Grandslamtoernooi       |
| Olympische Spelen       |
| Year-End Championships  |
| Premier Mandatory       |
| Premier Five / WTA 1000 |
| Premier / WTA 500       |
| International / WTA 250 |
| Challenger / WTA 125    |

### WTA-finaleplaatsen vrouwendubbelspel
| nr.              | finaledatum | toernooi      | ondergrond    | partner          | tegenstandsters                 | score    |         |
| ---------------- | ----------- | ------------- | ------------- | ---------------- | ------------------------------- | -------- | ------- |
| gewonnen finales |             |               |               |                  |                                 |          |         |
| geen             |             |               |               |                  |                                 |          |         |
| verloren finales |             |               |               |                  |                                 |          |         |
| 1.               | 2013-10-20  | WTA Luxemburg | hardcourt (i) | Kristina Barrois | Stephanie Vogt Yanina Wickmayer | 6-7, 4-6 | details |